# Миодраг Миле Пешић
Миодраг Миле Пешић (Ниш, 24. децембар 1931 - Врање, 19. фебруар 2009) био је српски новинар, доајен врањског новинарства, публициста и хроничар Врања.

## Биографија
Миодраг Миле Пешић рођен је 24. децембра 1931. године у Нишу. Већи део живота провео је у Врању. Дуги низ година био је уредник и технички уредник недељника ''Слободна реч'' и тридесет година дописник дневног листа Политика и Танјуга. Извештавао је више од четири деценије са многих важних догађаја из Врања и Пчињског округа. Истакао се као аутор култних емисија под називом Врање у времену на локалном Радио Врању. Награђиван је за новинарски рад. Године 1975. објавио је хронику града под називом "Врање". Преминуо је 2009. године у Врању. Сахрањен је на локалном Шапраначком гробљу.

## Хроника о Врању
Пешић се огледао и у публицистици, а његово најзначајније дело је хроника града под називом ”Врање” (Нова Југославија, 1975). Ова својеврсна монографија значајна је по томе што је представљала први покушај у вишевековној историји Врања да се историјски подаци и информације од значаја за град систематузују између корица једне књиге, и то на популаран начин. Садржи много историјских, географских, етнографских, економских и демографских података о овом граду и околини.